# Lindsaea linduensis
Lindsaea linduensis är en ormbunkeart som beskrevs av Cicuzza och Kessler. Lindsaea linduensis ingår i släktet Lindsaea och familjen Lindsaeaceae. Inga underarter finns listade.